# Michael Krist
Michael Krist (* 23. Juni 1946 in Linz) ist ein österreichischer Pianist, Musikpädagoge und ordentlicher Universitätsprofessor.

## Leben
Die musikalische Ausbildung von Krist begann im Alter von sieben Jahren, als er seinen ersten Klavierunterricht bekam. Drei Jahre später wurde er Schüler von Friedrich Wührer in München, bei dem er später auch sein Hochschulstudium an der Hochschule für Musik und Theater München absolvierte. Die Teilnahme an Meisterklassen von Erik Then-Bergh und Ludwig Hoffmann perfektionierten sein Können.
Mit dem 1968 gewonnenen Förderungspreis in Hamburg war das Engagement zu zahlreichen Soloklavierabenden und Konzerten mit Orchester in der Bundesrepublik Deutschland verbunden.
Seine Tätigkeit als Solist und Kammermusiker führte ihn in zahlreiche Musikzentren Europas, Amerikas, Japans und Koreas. Krist musizierte mit Orchestern wie den Berliner Symphonikern oder den Münchner Philharmonikern und es verband ihn als Kammermusiker eine intensive Zusammenarbeit mit Hermann Prey, die ihren künstlerischen Ausdruck in Fernsehproduktionen, Schallplattenaufnahmen und zahlreichen gemeinsam gestalteten Liederabenden in Europa, Amerika und Asien fand.
Krist ist seit 1972 auch als Lehrer an Musikhochschulen tätig, in den ersten Jahren vorwiegend in München, Hannover und Berlin. Er leitet seit 1980 als ordentlicher Universitätsprofessor eine Konzertfachklasse am Institut für Tasteninstrumente der Universität für Musik und darstellende Kunst Wien und hält Meisterkurse im In- und Ausland ab.

## Preise und Auszeichnungen
- 1968: Förderungspreis der Bundesauswahl Konzerte Junger Künstler in Hamburg.
- 1970: Erster Preis beim Viotti-Klavierwettbewerb in Vercelli (Italien)
- 1972: Erster Preis beim Casella-Wettbewerb in Neapel
- 1972: Erster Preis beim  Wettbewerb der Gesellschaft der Musikfreunde in Wien

## Diskografie
- Busoni, Reger, Tschaikowsky und Brahms: Werke für Klavier, Telos Musik, Doppel-CD, 2013
- Vom Minnegesang bis zu Beethoven und Loewe – Lied-Ausgabe Vol. 1, Philips
- Hermann Prey Lied-Ausgabe, Deutsche Grammophon